# Rusakivka (Rusakivka), Bilohirsk
Rusakivka (în ucraineană Русаківка) este localitatea de reședință a comunei Rusakivka din raionul Bilohirsk, Republica Autonomă Crimeea, Ucraina.

## Demografie
Componența lingvistică a localității Rusakivka
     Rusă (65,25%)
     Tătară crimeeană (18,54%)
     Ucraineană (13,98%)
     Alte limbi (0,21%)
Conform recensământului din 2001, majoritatea populației localității Rusakivka era vorbitoare de rusă (65,25%), existând în minoritate și vorbitori de tătară crimeeană (18,54%), ucraineană (13,98%) și armeană (1,17%).